# 드라큐라의 집
드라큐라의 집(House Of Dracula)은 미국에서 제작된 얼 C. 켄튼 감독의 1945년 판타지, 공포, SF 영화이다. 론 채니 주니어 등이 주연으로 출연하였고 폴 맬번 등이 제작에 참여하였다.

## 출연

### 주연
- 론 채니 주니어
- 존 캐러딘

### 조연
- 마샤 오드리스콜
- 리오넬 앳윌
- 온슬로우 스티븐스
- 제인 아담스
- 루드윅 스토셀
- 글렌 스트레인지
- 스켈튼 나그스
- 조셉 E. 버나드
- 딕 디킨슨
- 베아트리스 그레이
- 보리스 칼로프
- 해리 라몬트
- 그레고리 마셜
- 제인 나이

## 제작진
- 세트: 러셀 A. 고스맨
- 세트: 아서 D. 레디
- 의상: 베라 웨스트